# Lisanne Lejeune
Elisabeth Anne Marie „Lisanne” Lejeune  (ur. 28 lipca 1963 w Hadze) – holenderska hokeistka na trawie. Brązowa medalistka olimpijska z Seulu.
W reprezentacji Holandii w latach 1984-1994 rozegrała 95 spotkań i zdobyła 91 bramek. Zawody w 1988 były jej jedynymi igrzyskami olimpijskimi. W 1986 i 1990 została mistrzynią świata, w 1987 triumfowała w mistrzostwach Europy.